# Yi Kŭng-ik
Yi Kŭng-ik (이긍익) est un lettré coréen né en 1736 et mort en 1806. Néoconfucéen, il appartient à l'école Silhak.

## Travail
Yi Kŭng-ik est l'auteur du Yŏllyŏsil kisul qui se concentre sur la dynastie des Yi de leur prise de pouvoir jusqu'à la fin du règne Sukjong en 1720, et opte pour une approche narrative qui traite consécutivement chaque règne. Aucun commentaire de l'auteur n'est décelable dans le texte, et l'auteur a recours à de nombreuses citations pour selon lui « laisser les faits parler pour eux-mêmes ». Une série d'addenda complète cette narration pour préciser des biographies, des relations diplomatiques, ou indiquer des phénomènes astronomiques.

## Sources